# 波列
在一維空間裡，波列（wavetrain）是一種延伸與移動於空間的波動，在任意時刻，可以用周期函數來描述。諧波是用調和函數來描述的無限延伸波列。普通光源是由很多微小的原子組成，這些原子重複地被激發至能量較高的激發態，然後躍遷至能量較低的穩定態；在這持續大約10-8秒的過程中，會發射出有限延伸光波列，只含有有限個光波振盪。普通光源所發射出的光波是由很多有限波列組成，這光波的相干性最多不超過10-8秒。:12-13

## 無限波列
無限波列延伸整個空間，例如，無限餘弦波列{\displaystyle f(x,t)}以方程表示為:51
{\displaystyle f(x)=f_{0}\cos(kx-\omega t)}；
其中，{\displaystyle f_{0}}是振幅，{\displaystyle k}是波數，{\displaystyle x}是位置，{\displaystyle \omega }是角頻率，{\displaystyle t}是時間。
這個波也是一個平面波，以速度{\displaystyle \omega /k}傳播於x-空間。

## 有限波列

在時間波列繪圖。

有限波列只占據有限空間，例如，有限餘弦波列{\displaystyle f(x,t)}以方程表示為:312-313
{\displaystyle f(x)={\begin{cases}f_{0}\cos(kx-\omega t),&{\text{if }}-L/2\leq x-\omega t/k\leq L/2\\0,&{\text{if otherwise}}\end{cases}}}；
其中，波列在時間{\displaystyle t=0}從位置{\displaystyle -L/2}延伸到位置{\displaystyle L/2}。

## 參閱
- 波包